# Quai André-Morice
Le quai André-Morice est une artère nantaise.

## Situation et accès
Situé sur la rive sud de l'ancienne île Gloriette, dans le centre-ville sur les bords de la Loire (bras de la Madeleine), le quai est une voie rapide sur berge destinée à doubler les quais de Tourville, Moncousu et Magellan, assurant ainsi une liaison plus aisée d'est en ouest en passant notamment sous les culées des ponts qu'elle croise (ponts Haudaudine, Général-Audibert et Aristide-Briand). Il débute au niveau la rue Deurbroucq dans le prolongement de la rue Gaston-Michel et se termine au pont Aristide-Briand.

## Origine du nom
Il rend mémoire de André Morice, plusieurs fois ministre sous la IVe République et qui fut maire de Nantes de 1965 à 1977.

## Historique
En 1984, le projet d'une voie rapide sur berge, destinée à doubler les quais sud de l'ancienne île Gloriette, est élaboré. Les travaux d'aménagement sont réalisés en deux ans, de juillet 1985 à octobre 1987.
Son nom lui est attribué par délibération du conseil municipal du 8 octobre 1990. 
Début 2018, une réflexion visant à supprimer les voies de circulation du quai afin de les remplacer dans les prochaines années par une promenade piétonne agrémentée d’espaces verts ou de jardins potagers est initiée par la municipalité.